# Klappan Mountain
Klappan Mountain är ett berg i Kanada.   Det ligger i provinsen British Columbia, i den centrala delen av landet, 3 800 km väster om huvudstaden Ottawa. Toppen på Klappan Mountain är 2 019 meter över havet, eller 134 meter över den omgivande terrängen. Bredden vid basen är 1,9 km.
Terrängen runt Klappan Mountain är huvudsakligen kuperad. Trakten runt Klappan Mountain är nära nog obefolkad, med mindre än två invånare per kvadratkilometer.. Det finns inga samhällen i närheten.